# 住田正二
住田 正二（すみた しょうじ、1922年（大正11年）5月26日 - 2017年（平成29年）12月20日）は、日本の官僚、実業家、運輸事務次官やJR東日本社長を務めた。

## 来歴
東京都副知事などを務めた住田正一の次男として生まれる。兄は住田俊一。兵庫県神戸市生まれだが、父の正一が呉造船所社長だった事から、本籍は居住経験のない広島県呉市で広島県人会にも登録されていた。またワイズメン・グループの大来佐武郎のあとを継いで、1979年ワイズメンに選ばれる。国際情勢研究会会長、国際戦略研究所副会長、アジア調査会理事などを歴任。1983年勲二等旭日重光章。
小学校から旧制高校まで成蹊で過ごし、同級生には緒方四十郎や堀江鉄弥がいた。東京帝大法学部に進んだが1943年に学徒出陣のため在学2年で朝鮮第24部隊に二等兵として配属され、同年12月に大邱に移った。経理の幹部候補生試験を受けて合格し、新京経理学校に入学。卒業後は新京かハルビンへの赴任を希望したが、浦和の糧秣本廠勤務となり朝鮮半島から雑穀を運ぶ船の手配などを担当して終戦を迎えた。

戦後は大学に復学し、高文試験に合格して1947年に運輸省に入省した。入省後は海運総局の監督二課に配属され、企業再建整備法による海運や造船業界の再建整備を担当している。この時に貸借対照表や損益計算書について勉強した経験が後に役立ったという。その後港湾荷役などを担当し、1955年から防衛庁に2年間出向して防衛局防衛一課で勤務した。運輸省の課長補佐だった1960年（昭和35年）に『船積貨物の受渡に関する研究』で法政大学より法学博士の学位を取得。
大臣官房長、鉄道監督局長等を経て、1978年（昭和53年）に運輸事務次官に就任。大物次官で2年間務めると見られていたが、同年末の第1次大平内閣組閣の際に「運輸大臣は森山欽司以外なら誰でも良い」と発言し、以前にも野岩鉄道の計画で対立した森山が運輸大臣となった事などから任期1年で1979年（昭和54年）に退官。
退官後は財団法人運輸経済研究センター理事長就任。1980年の参議院選挙で田中派から出馬を打診されたがこれを断って梶原清を推薦し、選挙運動に協力した。
1981年（昭和56年）、次期社長含みで常勤顧問として全日本空輸に招聘されたが、ロッキード事件の証言を変更するよう要請してきた会長の若狭得治と対立して1982年に退社。
一方で1981年に第二臨調専門委員となって国鉄分割民営化など三公社（国鉄、電電公社、専売公社）の民営化や、特殊法人見直し問題を扱う第4部会の部会長代理として加藤寛会長をサポートした。後の日本道路公団民営化問題では加藤に助け舟を出そうとして自民党道路族の議員から石製の灰皿を投げつけられ、会場だったキャピトル東急ホテルでの会合には軽いアルマイト製の灰皿が用いられるようになったという。
1983年（昭和58年）には5人で構成される国鉄再建管理委員会の委員となった。1985年に同委員会として「旅客6社と貨物1社への分割・民営化」を中曽根康弘首相に答申している。1986年（昭和61年）運輸経済研究センター会長を経て、運輸大臣だった橋本龍太郎の要請を受けて1987年（昭和62年）にJR東日本社長に就任。分割によってスリムになったメリットを活かしモチベーションを上げるため現場に権限を委譲し、施設局と電気局を施設電気部に、運転局、工作局を運輸車両部に統合するなど組織を簡素化している。また、952形・953形の試作や、JR東日本商事会長を三井物産から招聘して海外の新しい機械の発掘・輸入を行なったり、ドイツ国鉄と技術協定を結ぶなど技術面の強化にも取り組んだ。会社発足後の6年間で人員は11万8千人から5万9千人に半減した一方で、年間労働時間が190時間減るなど効率化に成功している。
1993年（平成5年）に同社会長、1996年（平成8年）同社最高顧問、2000年（平成12年）同社相談役となっている。
2017年（平成29年）12月20日午前4時1分、老衰のため死去。95歳没。

## 略歴
- 1946年（昭和21年） 東京帝国大学法学部政治学科卒業
- 1947年（昭和22年） 運輸省入省
- 1949年（昭和24年）9月20日 近畿海運局運航部港運課長
- 1952年（昭和27年）1月1日 運輸省港湾局港政課
- 1955年（昭和30年）8月1日 防衛庁防衛局第一課
- 1960年（昭和35年）3月31日 「船積貨物の受渡に関する研究 一般港湾運送事業者の責任を中心として」により法学博士（法政大学）
- 1960年（昭和35年）8月20日 関東海運局運航部長
- 1961年（昭和36年）7月15日 運輸省船員局労働基準課長
- 1963年（昭和38年）6月7日 運輸省海運局総務課長
- 1964年（昭和39年）7月16日 運輸省海運局外航課長
- 1966年（昭和41年）7月13日 運輸省航空局監理部監督課長
- 1968年（昭和43年）6月13日 運輸省大臣官房文書課長
- 1970年（昭和45年）6月19日 運輸省航空局監理部長
- 1972年（昭和47年）6月30日 運輸省鉄道監督局国有鉄道部長
- 1974年（昭和49年）6月7日 運輸省大臣官房長併任運輸研修所長
- 1975年（昭和50年）7月18日 運輸省鉄道監督局長
- 1978年（昭和53年）6月27日 運輸事務次官
- 1979年（昭和54年）7月27日 退官
- 1981年（昭和56年） 全日本空輸（全日空、ANA）へ入社。
- 1982年（昭和56年）同社を退職。
- 1987年（昭和62年）国鉄分割民営化に伴い発足した、東日本旅客鉄道株式会社（JR東日本）の初代社長となる。
- 1993年（平成5年）同社の社長を退任。会長となる。
- 1996年（平成8年）同社の最高顧問となる。
- 2000年（平成12年）同社の相談役となる。
- 2017年（平成29年）死去